# Holstmuseet
Dala-Konstmuseum är ett svenskt konstmuseum på Dala-Järnas konstgård i Vansbro kommun i Dalarnas län med konst från Margot Holsts och Tomas Holsts privata samlingar med bland annat svensk 1900-talskonst och trädgårdsinstallationer.
Konsten byts årligen ut med nya teman eller axplock ur samlingarna. Världens första träfågelmuseum finns sedan 2007 tillbyggt i Holstmuseet, med 400 svenska träfåglar från 1800-talet till 1960-talet, både fantasirika och realistiskt täljda.
Allmoge trähästar och dalahästar med deras historia finns att se och att höra berättelserna kring.